# Moninya Roughan
Moninya Roughan es profesora de Oceanografía en la Universidad de Nueva Gales del Sur, Australia. Roughan es jefa del Laboratorio de Oceanografía Regional y Costera  y es una autoridad en la oceanografía de la corriente de Australia Oriental.  Ha dirigido importantes proyectos para la industria, el gobierno, el Consejo Australiano de Investigación y el Ministerio de Innovación Empresarial y Empleo de Nueva Zelanda. Ha desempeñado funciones de liderazgo en el Sistema Integrado de Observación Marina de Australia desde 2007.
Roughan investiga la dinámica de las corrientes fronterizas occidentales, los remolinos oceánicos y sus interacciones con el océano costero. Es experta en olas de calor marinas, dinámica de la circulación oceánica costera, procesos de enriquecimiento de nutrientes y su impacto biológico.   Se centra principalmente en el sistema de corrientes del este de Australia, una corriente fronteriza occidental que se calienta y sus efectos en las aguas de la plataforma continental.  El trabajo implica el uso de observaciones y modelos numéricos. 

## Primeros años y educación
Roughan creció en el área del Consejo Ku-ring-gai de Sydney, Australia, nieta de Winsome Andrew, una de las primeras y galardonadas arquitectas de Australia, y bisnieta del capitán EH Andrew, primer maestro de la cortadora de lana Cromdale. Asistió a Loreto College, Normanhurst, donde fue capitana de Barry House Music.Obtuvo una licenciatura (clase 1 con honores) en Oceanografía en la Universidad de Nueva Gales del Sur en 1998  y un doctorado en Oceanografía en la Universidad de Nueva Gales del Sur en 2002. 

## Carrera
Durante 2017-2019, Roughan trabajó en la industria, más recientemente como Jefe de Asociaciones de Investigación para el Servicio Meteorológico de Nueva Zelanda.Roughan fue ascendida a profesor asociado en 2015 y profesor en 2019. Una de las tres  profesoras en la escuela de matemáticas y estadística de la UNSW con Frances Kuo y Catherine Greenhill  y una de las dos primeras profesoras de Oceanografía en Australia con Katrin Meissner.

## Intereses e impacto de la investigación
El trabajo de Roughan ha sido financiado por el Consejo de Investigación de Australia, la Instalación Nacional Marina de Australia, los programas del gobierno federal y estatal de Australia, el Ministerio de Educación, Industria y Negocios de Nueva Zelanda y la Oficina de Investigación Naval de EE. UU. También realiza investigación y consultoría por contrato.Trabajos recientes se han centrado en los impulsores del calentamiento de los océanos en la corriente del este de Australia y en los impulsores del calentamiento de los océanos en las corrientes fronterizas occidentales del hemisferio sur . 
Desde 2006, Roughan ha asumido un papel clave en el diseño, implementación y desarrollo continuo de uno de los sistemas de observación de los océanos más completos del hemisferio sur a través de su participación en el Sistema Integrado de Observación Marina de Australia. Ha formado parte del equipo de liderazgo de NSW-IMOS desde su inicio, incluido el cargo de líder y subdirectora del nodo IMOS de NSW de 2007 a 2013 y miembro permanente del Comité Directivo de la Red Nacional de Amarre Costero. Dirige la subinstalación de amarres NSW-IMOS responsable del despliegue y mantenimiento continuo de hasta 10 amarres oceanográficos a lo largo de la costa del sureste de Australia. Continúa liderando la ciencia que impulsa el despliegue de planeadores oceánicos y radares a lo largo de la corriente del este de Australia. En reconocimiento a su contribución a la observación de los océanos, fue invitada a unirse al comité del programa científico de Ocean Obs2019, una conferencia sobre observación de los océanos que se celebra una vez cada diez años. 
Roughan fue directora inaugural del Proyecto Moana de 2017 a 2020, donde dirigió el diseño, la financiación y la implementación de un proyecto MBIE de 11,5 millones de dólares para investigar las olas de calor marinas y la dinámica oceánica en Nueva Zelanda.   

### Investigación
Roughan dirigió un viaje de 24 días en la Instalación Nacional Marina de Australia RV Investigator en la primavera austral de 2023 (IN2023_V06)  financiado por una gran subvención para el Proyecto Descubrimiento del Consejo Australiano de Investigación. El viaje fue considerado como una de las primeras investigaciones de los remolinos oceánicos junto con un nuevo satélite FODA. Además, el viaje proporcionó nuevos conocimientos sobre la dinámica y la evolución de los grandes remolinos oceánicos. 
Roughan ha dirigido anteriormente viajes de investigación a bordo de varios buques de investigación del Marine National Facility de Australia, incluido el RV Investigator IN2015 V03 (Brisbane-Sydney) y el RV Southern Surveyor ST 02/2006 (Sydney-Noumea).
También ha participado en dos cruceros científicos a la Antártida: el Astrolabio Antártico 2000  y el RV Aurora Australis .
Roughan estaba a bordo del Aurora Australis en su primer viaje de invierno a la Antártida, una expedición de siete semanas para explorar el glaciar Mertz Polynya, cuando se produjo un incendio en la sala de máquinas mientras el barco se encontraba en lo profundo del hielo.  
Roughan formó parte del Comité Asesor de Investigación de la Instalación Nacional Marina de Australia de 2017 a 2023. 

## Premios, honores y reconocimientos.
Roughan fue elegido miembro de la Royal Society of New South Wales  en 2022. Sus otros premios incluyen:
- 2023, Medalla Clarke y Conferencia sobre Ciencias de la Tierra de la Real Sociedad de Nueva Gales del Sur [25]
- 2016, Beca Seeyle, Universidad de Auckland, Auckland, Nueva Zelanda [26]
- 2015, Premio a Expertos Extranjeros de Alto Nivel de China, ECNU, Shanghai, China [27]
- 2002, Premio al trabajo de estudiante destacado de la Unión Geofísica Estadounidense en Oceanografía física
- 1998, Premio Australiano de Postgrado Beca de 3 años UNSW, Australia
- 1996, Beca en memoria de Sam Cracknell UNSW, Australia